# لطفاً راحت باشید آقای لینگ
لطفاً راحت باشید آقای لینگ یا من به‌طور تصادفی عشق را پیدا کردم (چینی: 一不小心捡到爱؛ انگلیسی: Please Feel At Ease Mr. Ling) مجموعه تلویزیونی درام-عاشقانه در سال ۲۰۲۱ به کارگردانی ژونگ چینگ و با بازی ژائو لوسی و لیو ته است. این مجموعه از اثری به همین نام اقتباس شده است.

## خلاصه داستان
داستان درباره یک پیک به نام گو آنشین است که پس از تصادف لینگ یو در حین مبارزه برای ارث بردن شرکت، او را به خانه می‌برد. این دو، با وجود تفاوت در عادات زندگی و طبقات اجتماعی‌شان، عاشق هم می‌شوند.

## بازیگران

### اصلی
- ژائو لوسی در نقش گو آنشین
- لیو ته در نقش لینگ یو

### مکرر
- ژو جونوی در نقش گو آنشنگ
- چی پیکسین در نقش لینگ شنگ
- لی موچن در نقش گو زینر
- لیو یینجون در نقش شیائو ییشان
- ژانگ یان در نقش آیلی
- زونگ یوان یوان در نقش شو تو
- لیو ژهوی در نقش ژائو لی
- او پنگ در نقش لینگ فنگ